# 遠ヶ根鉱山
遠ヶ根鉱山（とおがねこうざん）は、岐阜県恵那郡蛭川村（現：中津川市）にあったヒ素・タングステン鉱山である。

## 鉱床・鉱物
花崗斑岩中にできた熱水烈鉱床もしくは充填鉱床である。産出する鉱物は、鉄重石、灰重石、硫砒鉄鉱、砒鉄鉱、輝水鉛鉱、蛍石、閃亜鉛鉱、モナズ石などである。珍しい砒鉄鉱を多く産出する事で有名であった。

## 歴史
大正時代に錫の採掘が行なわれたとも、探鉱が行なわれた旨の口碑があるともいわれるが、詳らかでは無い。
1939年（昭和14年）に開発される。隣接する恵比寿鉱山同様にタングステン用の重石採掘が中心であったが、砒鉄鉱に富むため、これを原料とした亜ヒ酸の製造も並行して行われる事になった。
採掘された鉱石は、まず焼成窯に入れられ亜ヒ酸を収集した。いわゆる「亜砒焼き」を行った後、比重選鉱・磁力選鉱を行って重石精鉱を回収した。この際、窯からは亜ヒ酸や亜硫酸ガスを含む排煙が発生し、周辺の木々にダメージを与えた。また、焙焼した鉱石の冷却および比重選鉱において使用された排水からも相当量のヒ素が流出したと考えられる。亜ヒ酸と重石を採取した後の鉱滓は、専用の沈殿池に堆積されたものの、堰堤が決壊して有毒な鉱滓の泥が周辺農地に漏れ出す事もしばしばあった。
最盛期には120人程が働き、1943年（昭和18年）には重要指定鉱山となった。しかし、1945年（昭和20年）頃には休業している。
1949年（昭和24年）に再開するものの、価格低迷などから1958年（昭和33年）に閉山となった。
なお、遠ヶ根鉱山から南方の山中には、「一柳（いちやなぎ、市谷那木とも書く）鉱山」と呼ばれる採掘坑跡が存在している。砒鉄鉱、亜砒藍鉄鉱などを産出しており、ここは最盛期の遠ヶ根鉱山の支山とも試掘跡ともいわれるが、詳細は不明である。

## 現状
鉱山跡地は閉山後は放置され、亜ヒ酸を多く含む鉱滓や亜ヒ酸が残留する窯等が残された。また、鉱山周辺の山林は煙害によって立ち枯れし、鉱山跡地とその付近は子供の遊び場となるなど危険な状態となっていた。1972年（昭和47年）、すでに問題となっていた宮崎県の旧土呂久鉱山におけるヒ素汚染問題に触発される形で、鉱山跡地のヒ素汚染問題がクローズアップされた。このため、岐阜県は沈殿地や廃石堆積場、その他鉱山施設の覆土工事を行い、周辺住民及び元従業員に対して健康診断と追跡調査を実施した。なお、跡地に残存していた亜ヒ酸は、全て大分県の佐賀関製錬所において処理されたという。閉山後、鉱山経営者は（鉱害問題が表面化する前に）破産しており、対策工事の費用は自治体による負担となった。
現在、鉱山跡地は以上のような鉱害対策工事が実施されたため、遺構はほとんど残っておらず、わずかにアスファルトで舗装された沈殿地跡等が残るのみである。閉山当時は鉱山周辺は禿山となっていたが、長年の緑化工事によって緑を取り戻している。